# Markgröningen
Markgröningen là một thị xã ở huyện Ludwigsburg, Baden-Württemberg, Đức. Đô thị này có diện tích 28,16 km², dân số thời điểm ngày 31 tháng 12 năm 2006 là 14.483 người. Đô thị này tọa lạc about 16 km về phía tây bắc của Stuttgart, và 8 km về phía tây của Ludwigsburg.